# Banato di Bosnia
Il Banato di Bosnia fu uno Stato medievale, esteso su gran parte dell'odierna Bosnia ed Erzegovina, ma anche su parti della Dalmazia, della Serbia, e del Montenegro.
Formatosi nel 1137, anche se nominalmente era uno Stato vassallo del Regno d'Ungheria, in realtà il Banato di Bosnia fu de facto uno stato indipendente. Continuò ad esistere fino al 1377, quando fu elevato a Regno di Bosnia.

## Retroterra storico
Nel 1136 Béla II d'Ungheria invase per la prima volta il territorio bosniaco, e creò il titolo di Bano di Bosnia intendendo attribuirlo, unicamente come titolo onorifico, a suo figlio Ladislao II d'Ungheria. Tuttavia, a partire già dal XII secolo, i regnanti bosniaci divennero sempre più indipendenti sia dall'Ungheria che da Bisanzio. In questo modo, quelli che avrebbero dovuto essere i veri signori di questo territorio, lo furono di fatto molto spesso solo formalmente.
Il primo Bano di Bosnia, Borić emerge sin dal 1154 come una figura di spicco nella storia balcanica dell'epoca, alleato del Regno d'Ungheria, fu protagonista delle incursioni in territorio bizantino perpetrate da Ungheria e Serbia, che si spinsero fino nella regione di Braničevo.

Quando l'imperatore bizantino Manuele I Comneno strappò il Banato di Bosnia all'Ungheria nel 1166 nominò il nativo Kulin come secondo Bano di Bosnia in quanto suo governatore. Alla morte dell'imperatore bizantino, Kulin si adoperò per affrancare il territorio sotto il suo comando dal vassallaggio con Bisanzio, e per questo si alleò con il re ungherese Béla III d'Ungheria, con il principe serbo Stefano Nemanja e con suo cognato Miroslav Zavidović, principe di Zaclumia; insieme dichiararono guerra a Bisanzio nel 1183 ed ottennero importanti successi.

## Bani di Bosnia
|                        | Inizio del regno | Termine del regno | Casata    |
| ---------------------- | ---------------- | ----------------- | --------- |
| Ladislao II d'Ungheria | 1137             | 1154              | Arpadi    |
| Borić                  | 1154             | 1163              | Boričević |

Dal 1166 al 1180 il Banato di Bosnia fu occupato dall'Impero bizantino, finché l'imperatore Manuele I Comneno non nominò un nuovo bano di Bosnia.
|                 | Inizio del regno | Termine del regno | Casata     |
| --------------- | ---------------- | ----------------- | ---------- |
| Kulin           | 1180             | 1204              | Kulinić    |
| Stefano Kulinić | 1204             | 1232              | Kulinić    |
| Matteo Ninoslav | 1232             | 1253              | Kulinić    |
| Prijezda I      | 1254             | 1287              | Kotromanić |
| Prijezda II     | 1287             | 1290              | Kotromanić |
| Stefano I       | 1287             | 1314              | Kotromanić |
| Stefano II      | 1314             | 1353              | Kotromanić |
| Tvrtko I        | 1353             | 1377              | Kotromanić |